# باگزی مالون
باگزی مالون عنوان فیلمی موزیکال است به کارگردانی آلن پارکر با بازی اسکات بایو فلوری داگر و جودی فاستر محصول سال ۱۹۷۶ می‌باشد. این فیلم نامزد ۱۵ جایزه بین‌المللی در جشنواره‌های مختلف جهان از جمله اسکار گلدن گلوب و بافتا شد. قصه‌ای گنگستری که تمام بازیگرانش کودک هستند. هجویه‌ای بر ژانر، از کارگردان فیلم دیوار پینک فلاید.
داستان فیلم در نیویورک می‌گذرد و تقلیدی طنزآمیز از فیلم‌های گنگستری است؛ با این تفاوت که به‌جای گلوله، از مسلسلهایی استفاده می‌شود که خامهٔ زده‌شده پرتاب می‌کنند. فیلم به‌طور آزادانه از رویدادهای دوران منع الکل در ایالات متحده الهام گرفته و به‌ویژه از زندگی گنگسترهای واقعی مانند آل کاپون و باگز موران بهره گرفته است. آلن پارکر این موضوع را به‌گونه‌ای سبک‌پردازی کرده تا برای کودکان نیز مناسب باشد و به همین دلیل فیلم در آمریکا درجهٔ G دریافت کرد. «باگزی مالون» نخستین بار در جشنواره فیلم کن ۱۹۷۶ نمایش داده شد و در رقابت برای نخل طلا حضور داشت. این فیلم در بریتانیا در ۲۳ ژوئیه ۱۹۷۶ توسط کمپانی فاکس و توزیع‌کنندگان رنک اکران شد و در ایالات متحده نیز توسط پارامونت پیکچرز در ۱۵ سپتامبر به نمایش درآمد. فیلم در بریتانیا موفقیت تجاری داشت اما در بازارهای جهانی چنین نبود. منتقدان از فیلم استقبال کردند و فیلم‌نامه و کارگردانی پارکر، موسیقی‌ها، روایت متفاوت و بازیگرانش را تحسین کردند.
در گذر زمان، «باگزی مالون» یکی از بهترین فیلم‌های تاریخ سینما شناخته شده است. در سال ۲۰۰۳، این فیلم در نظرسنجی شبکهٔ چنل ۴ بریتانیا در جایگاه نوزدهم در فهرست ۱۰۰ موزیکال برتر قرار گرفت. در سال ۲۰۰۸، مجلهٔ امپایر آن را در رتبهٔ ۳۵۳ فهرست ۵۰۰ فیلم برتر تمام دوران جای داد. در سی‌امین دوره جوایز فیلم بفتا، فیلم هشت نامزدی به‌دست آورد از جمله بهترین فیلم، و سه جایزه برد: بهترین بازیگر نقش مکمل زن و امیدبخش‌ترین چهرهٔ تازه در نقش اول برای جودی فاستر، و بهترین فیلم‌نامه برای پارکر. همچنین در سی‌وچهارمین دوره جوایز گلدن گلوب نیز سه نامزدی داشت، از جمله بهترین فیلم موزیکال یا کمدی.

## داستان
در دوران منع الکل در ایالات متحده، گنگستری به نام راکسی رابینسون توسط اعضای گروه رقیب با مسلسل‌های «خامه‌پاش» مورد هدف قرار می‌گیرد. در این دنیا، هر کس که «خامه‌پاشی» شود، کارش تمام است. رئیس باند «فت سم استاکتو» خودش را در روایت آغازین معرفی می‌کند و سپس به معرفی «باگزی مالون» می‌پردازد، یک تبلیغات‌چی بوکس ورشکسته که «کمی بیش‌ازحد نزد زن‌ها محبوب است... اما آدم خوبی‌ست».
در بار زیرزمینی «فت سم گرند اسلم»، رقص و آواز زیادی در جریان است. فت سم از کشته شدن راکسی، که از بهترین افرادش بوده، خشمگین است و دندی دن، رئیس جوان باند رقیب را مقصر می‌داند؛ کسی که به‌نظر می‌رسد می‌خواهد کنترل امپراتوری جنایی او را به‌دست گیرد. در این میان، «بلوزی براون»، خواننده و بازیگر مشتاق، برای تست صدا به بار آمده، اما فت سم آن‌قدر حواس‌پرت است که متوجه او نمی‌شود. باگزی وقتی به چمدان بلوزی گیر می‌کند، با او آشنا می‌شود و دل‌باخته‌اش می‌شود. درست در همین لحظه، افراد دندی دن به بار حمله می‌کنند و آن‌جا را با خامه‌پاش‌ها به‌هم می‌ریزند. در هفته‌های بعد، گروه دندی دن حملات خود به امپراتوری فت سم را ادامه می‌دهند و تمام درآمدهایش را تصاحب می‌کنند و اعضای گروهش را یکی‌یکی «خامه‌پاشی» می‌کنند تا جایی که فقط همان بار زیرزمینی باقی می‌ماند. فت سم افراد باقیمانده‌اش (جز «ناکِلز»، محافظ شخصی‌اش) را می‌فرستد تا دنبال اسلحه‌ها بگردند، اما آن‌ها در یک رخت‌شوی‌خانه در دام می‌افتند و توسط گروه دندی دن «خامه‌پاشی» می‌شوند.
باگزی به بار فت سم برمی‌گردد تا برای بلوزی یک تست جدید هماهنگ کند. در این میان، «تالولا»، خواننده و دوست‌دختر فت سم، به باگزی نزدیک می‌شود و او را می‌بوسد؛ درست زمانی که بلوزی وارد می‌شود. بلوزی حسادت می‌کند اما با همان احساساتش، با قدرت اجرا می‌کند و در نهایت فت سم او را استخدام می‌کند، گرچه دیگر حاضر نیست با باگزی صحبت کند.
فت سم از باگزی می‌خواهد که راننده‌اش باشد تا با هم به جلسهٔ آتش‌بس با دندی دن بروند و در این سفر «لونی برگونزی»، یکی از گنگسترهای کارکشتهٔ شیکاگو را نیز همراه می‌برد. جلسه اما یک تله است، ولی باگزی کمک می‌کند تا فت سم فرار کند و ۲۰۰ دلار به‌عنوان پاداش می‌گیرد. باگزی و بلوزی آشتی می‌کنند و یک روز عاشقانه در دریاچه می‌گذرانند، جایی که باگزی قول می‌دهد او را به هالیوود ببرد. اما وقتی ماشین فت سم را پس می‌برد، مورد حمله قرار می‌گیرد و پولش را می‌دزدند. «لروی اسمیت» به کمکش می‌آید، دزدان را می‌زند و فراری‌شان می‌دهد. باگزی درمی‌یابد که لروی استعداد خوبی برای بوکس دارد و او را نزد مربی «کیجی جو» می‌برد.
فت سم دوباره از باگزی کمک می‌خواهد چون «ناکِلز» به‌دلیل نقص فنی اسلحهٔ تقلبی، به‌اشتباه «خامه‌پاشی» شده و مرده است. باگزی ابتدا امتناع می‌کند، اما وقتی فت سم به او ۴۰۰ دلار پیشنهاد می‌دهد (مقداری کافی برای بردن بلوزی به کالیفرنیا)، قبول می‌کند؛ گرچه بلوزی وقتی می‌فهمد که باگزی هنوز بلیت نخریده، ناامید می‌شود. باگزی و لروی مخفیگاه اسلحه‌ها را پیدا می‌کنند اما می‌فهمند که فقط با دو نفر نمی‌توانند کاری از پیش ببرند. پس باگزی گروهی از کارگران بی‌خانمان را از آشپزخانهٔ خیریه جمع می‌کند. آن‌ها با موفقیت به انبار حمله می‌کنند و جعبه‌های اسلحه را تصاحب می‌کنند.
باگزی و یارانش به بار فت سم پناه می‌برند، خود را به شکل مشتری و گارسون درمی‌آورند و منتظر ورود دندی دن می‌مانند. با ورود دشمن، هرج‌ومرجی به‌پا می‌شود و جنگ عظیم خامه‌پاشی آغاز می‌شود؛ مشتریان بی‌اسلحه نیز با پرتاب پای خامه‌ای درگیر می‌شوند و همه (جز باگزی و بلوزی) خامه‌مالی می‌شوند. نوازندهٔ پیانو که از پشت مورد اصابت قرار گرفته، روی کلیدها می‌افتد و نت سنگینی را می‌نوازد که فضا را در سکوت فرو می‌برد. حضار خامه‌پوش درمی‌یابند که می‌توانند دوست باشند و با هم آواز پایانی را اجرا می‌کنند. در پایان، باگزی و بلوزی به‌سوی هالیوود راه می‌افتند.